# Меркулов, Михаил Викторович
Михаи́л Ви́кторович Мерку́лов (род. 26 января 1994, Камышин, Волгоградская область) — российский футболист, защитник.

## Карьера
Начал заниматься футболом в родном Камышине в возрасте 6—7 лет. Воспитанник ДЮСШ № 2. Первый тренер Сергей Павлович Собянин. С 14 лет занимался в училище олимпийского резерва, тренер — С. П. Орлов.
В 15-летнем возрасте оказался в системе подготовки «Ротора». За волгоградскую команду до 2015 года сыграл 9 матчей (два — в ФНЛ и 7 — в Первенстве ПФЛ). Помимо этого в третьей по силе футбольной лиге России защищал цвета волжской «Энергии» и «МИТОСа».
Летом 2015 года перешёл в екатеринбургский «Урал». 28 апреля 2016 года дебютировал в чемпионате России, заменив Дмитрия Коробова во втором тайме матча против ЦСКА.
14 мая 2019 года попал в расширенный состав сборной России на матчи против Сан-Марино и Кипра. За полгода до окончания контракта с «Уралом» был отправлен в дубль. Президент «Урала» назвал инициатором демарша игрока его неофициального агента, члена исполкома РФС Рохуса Шоха, которому по должности было запрещено заниматься агентской деятельностью.
9 июня 2020 года стало известно об переходе Меркулова на правах свободного агента в казанский «Рубин».
28 июля 2021 года было объявлено, что Меркулов в качестве свободного агента перешел в «Риеку». 
В сентябре 2023 года объявил о завершении карьеры в 29 лет, в частности из-за травмы колена.